# Diefstal van de doodskist van Philippe Pétain

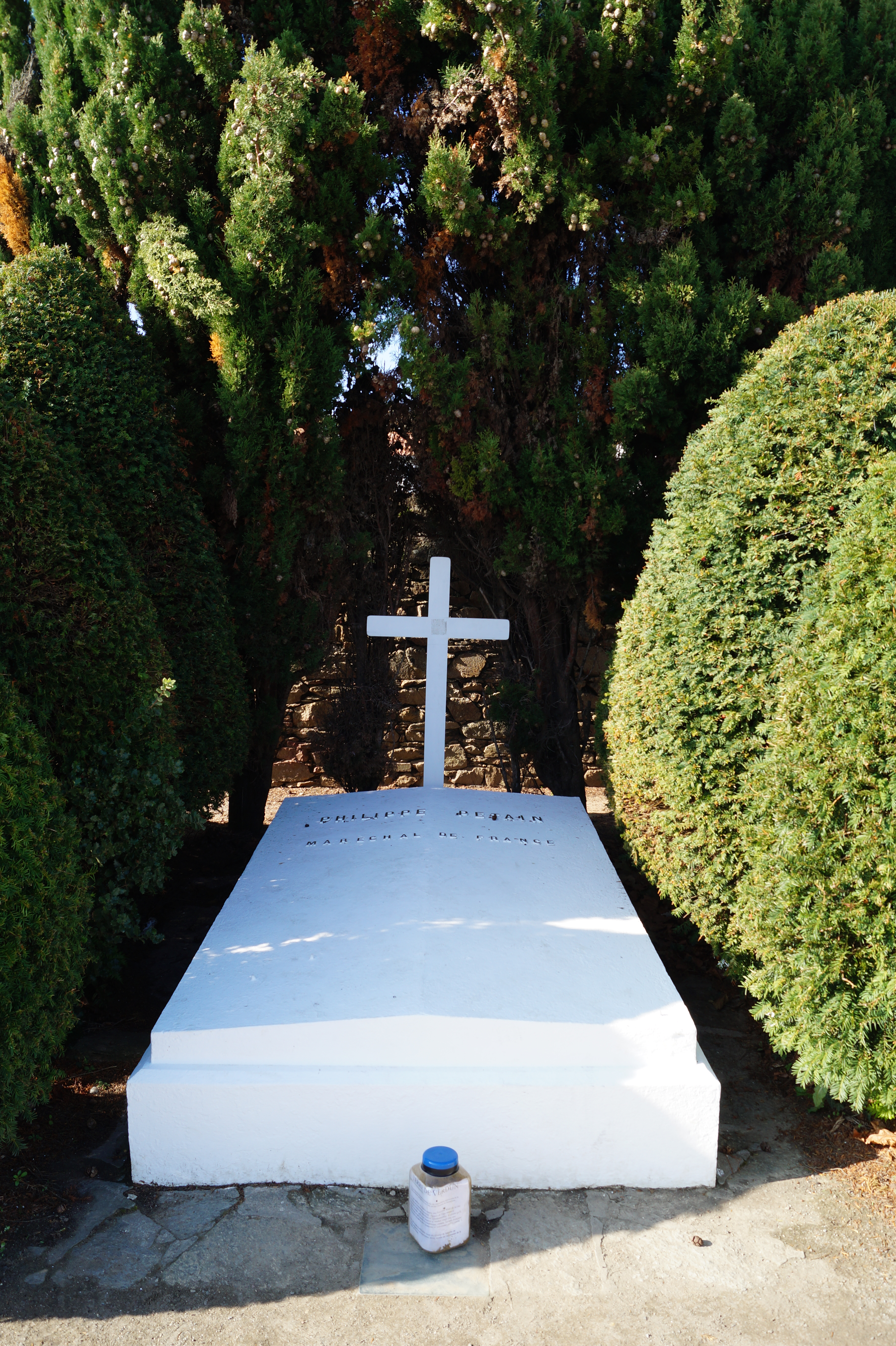
Doodskist van Pétain in 2016.

De diefstal van de doodskist van Philippe Pétain werd gepleegd in de nacht van 18 op 19 februari 1973 op de begraafplaats van Port-Joinville op het île d'Yeu, een eiland bij de Atlantische kust van Frankrijk. De operatie werd uitgevoerd door een commando van zes mannen die dicht bij extreemrechts stonden. Doel was om de overblijfselen van de maarschalk over te brengen naar het ossuarium van Douaumont, vlak bij Verdun, wat een soort rehabilitatie zou betekenen voor de aanhangers van Philippe Pétain. Het brein achter de operatie was de advocaat en extreemrechtse politicus Jean-Louis Tixier-Vignancour. Een van zijn naaste medewerkers, Hubert Massol, was verantwoordelijk voor de uitvoering ervan en hij leidde een team dat naast Massol bestond uit vijf andere personen.
De operatie mislukte door verschillende factoren. De kist werd drie dagen later gevonden in een Parijse buitenwijk en de belangrijkste hoofdrolspelers werden gearresteerd. Op 22 februari werd de kist opnieuw begraven op het kerkhof van Port-Joinville. De zaak beheerste drie dagen lang de krantenkoppen in de Franse media en bracht veel politie en autoriteiten op de been.

## Context
Op 15 augustus 1945, aan het eind van zijn proces, werd maarschalk Philippe Pétain ter dood veroordeeld en werden hem zijn burgerlijke rechten afgenomen. Generaal de Gaulle zette zijn straf twee dagen later om in levenslange gevangenisstraf. Pétain werd eerst gevangengezet in het fort du Portalet in de Pyreneeën en vervolgens werd hij in november 1945 overgeplaatst naar het fort de la Citadelle in de gemeente L'île d'Yeu. In juni 1951 werd hij, gezien zijn gezondheidstoestand, onder huisarrest geplaatst in een privé-woning in Port-Joinville, de hoofdplaats van de gemeente. Daar stierf hij een maand later, op 23 juli 1951. Twee dagen later werd hij begraven op het kerkhof van de gemeente.
In 1938 had de maarschalk in zijn testament de wens geuit om in Verdun begraven te worden. Na zijn dood eiste de Vereniging ter verdediging van de nagedachtenis van maarschalk Pétain (l'Association pour défendre la mémoire du maréchal Pétain; ADPM) regelmatig dat de stoffelijke resten naar Verdun moesten worden overgebracht, in het kader van de 'nationale verzoening'. In mei 1954 startte de ADMP een petitie, gesteund door verschillende verenigingen van veteranen uit de Eerste Wereldoorlog, die bijna 70.000 handtekeningen opleverde. Het verzoek werd door de opeenvolgende Franse regeringen systematisch geweigerd. Volgens historicus Henry Rousso was de eis om de stoffelijke resten naar Verdun te verplaatsen bedoeld om de maarschalk uit 1940 te doen vergeten ten gunste van de generaal uit 1916.

## De operatie
Jean-Louis Tixier-Vignancour bezocht het île d'Yeu in januari 1973 voor zijn eerste verkenningen, met name om de dienstregeling van de veerboot te bestuderen in verband met de getijden. Hij zette de operatie op samen met Hubert Massol, een van zijn rechterhanden in de door hem geleide rechtse politieke partij Alliance républicaine pour les libertés et le progrès (ARLP). Massol ronselde een team van vier personen en ook een begrafenisondernemer van de Parijse begraafplaats Thiais. Hij was een kennis van de vrouw van Tixier-Vignancour en moest helpen bij de opening en sluiting van het graf.
De geplande datum was de nacht van 19 februari, enkele weken voor de parlementsverkiezingen, zodat het effect van de operatie maximaal was en de regering onder druk gezet werd om de stoffelijke resten van Pétain te verplaatsen. Tixier-Vignancour en Massole wilden daarnaast dat het gebeurde vóór 21 februari, de dag waarop de Slag bij Verdun begon.

Renault Estafette met verhoogd dak, vergelijkbaar met de door het commando gebruikte wagen

Op vrijdag 16 februari ging handlangster Solange Boche, verkoopster in het departement Essonne samen met Armand Garau, een commandolid dat zich voordeed als haar man, naar het eiland. Ze namen de veerboot vanaf het vasteland in een gehuurde Renault Estafette, afkomstig uit het departement Hauts-de-Seine. Ze deden alsof ze kleding gingen verkopen op de markt die in het weekend in Port-Joinville gehouden werd. Op zondag arriveerden de andere vijf leden als voetpassagiers met de veerboot op het eiland. Hun auto lieten ze achter in de haven van het kuststadje Fromentine in de Vendée. Solange Boche en Armand Garau gingen zonder busje en onopvallend weer terug naar het vasteland. Laatstgenoemde zette Solange af bij het treinstation en keerde terug naar het eiland. Het commando verbleef in het Hôtel des Voyageurs dat wordt gerund door Gilles Noleau, een aanhanger van Pétain, die Tixier-Vignancour daar had leren kennen toen hij in januari op het eiland was. In ditzelfde hotel woonde Annie Pétain, de vrouw van de maarschalk, tijdens zijn detentie op het eiland.
Enkele uren na hun aankomst, rond twee uur 's nachts in de nacht van zondag 18 op maandag 19 februari, reden de mannen onder leiding van Hubert Massol met de Renault Estafette de begraafplaats van Port-Joinville op. Binnen een half uur openden ze het graf van maarschalk Pétain en ontvreemdden ze de kist met het lijk. De grafsteen werd weer teruggezet, de voegen hersteld en de omgeving weer aangeharkt om de sporen uit te wissen. Ook het cement dat was losgekomen bij het openen van het graf werd weggewerkt. De kist, die goed bewaard was gebleven na meer dan twintig jaar, werd in het busje geladen. Om geen lawaai te maken, werd de bus met uitgeschakelde motor van de begraafplaats geduwd (het politiebureau was naast de begraafplaats en sommige ramen keken uit op de graven). De groep keerde terug naar het hotel en dronk daar champagne, samen met de uitbater. Een uur later, om vier uur 's nachts, reden ze met het busje de veerboot op, die een half uur later bij hoog water de haven verliet. Bij aankomst in de haven van Fromentine stapte een deel van de groep over in de auto die ze de avond ervoor daar achtergelaten hadden, en vervolgens vertrokken ze met twee auto's.
Diezelfde dag maakte gemeentewerker Jean Taraud rond negen uur 's ochtends zijn dagelijkse ronde. Hij liep langs het graf van maarschalk Pétain om de staat ervan te controleren na de bezoeken van het weekend en zag dat de omgeving van het graf verrassend netjes was, maar vooral dat de voegen van de grafsteen nieuw waren. Hij waarschuwde onmiddellijk de politie. Die waarschuwde vervolgens de prefect van de Vendée en de officier van justitie, die op hun beurt weer de minister van Binnenlandse Zaken, Raymond Marcellin, waarschuwden. De prefect en de officier van justitie gingen, samen met een rechter-commissaris uit Les Sables d'Olonne naar het île d'Yeu. Omdat de eerstkomende veerboot te laat was wegens het getij, werd hun een helikopter ter beschikking gesteld. Eenmaal ter plaatse aangekomen, lieten ze het graf van de maarschalk openen en stelden ze de diefstal vast. Een van de eerste theorieën die ze overwogen was dat een groep in de Spaanse Staat op een boot was gestapt om de kist terug te halen. Michel Dumas had namelijk Spaanse kranten gebruikt die hij per toeval in de bus had gevonden, om het gat te dichten dat was ontstaan in het graf na het gebruik van een koevoet en waarvoor niet genoeg cement was. Dit spoor leek aannemelijk voor de onderzoekers, want Spanje herbergde nog enkele voormalige Franse collaborateurs zoals Louis Darquier de Pellepoix en de voormalige Belgische fascistische leider Léon Degrelle die destijds beloofd had om maarschalk Pétain te gaan bevrijden.

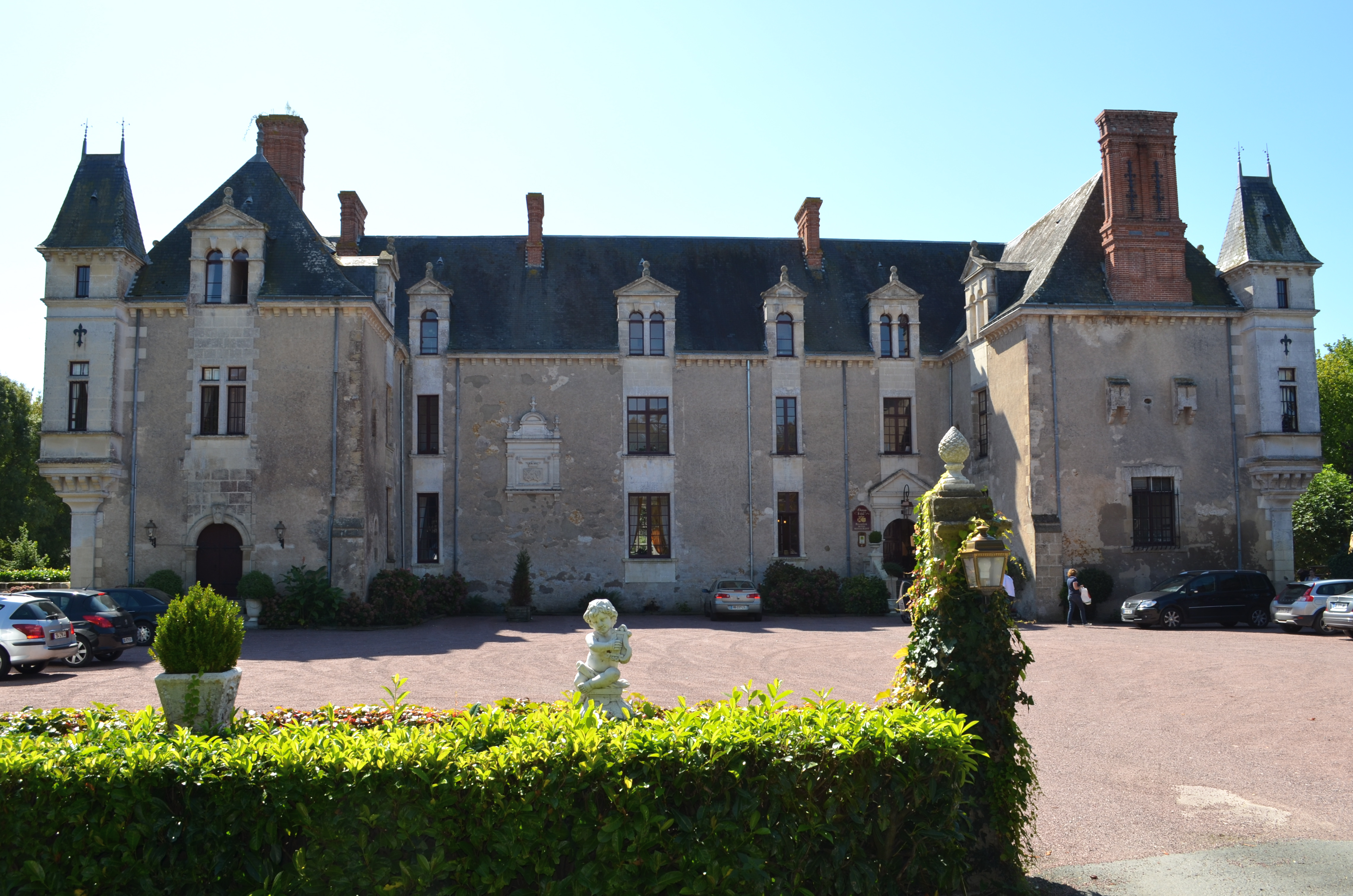
Het château de la Vérie (foto uit 2011) waar het commando stopte

In de loop van de ochtend stopte het commando bij het château de la Vérie, eigendom van François Boux de Casson in de buurt van Challans in de Vendée. François Boux de Casson was gedeputeerde van de Vendée in het interbellum en departementsafgevaardigde op het gebied van informatie onder het Vichy-regime. Volgens Massol was met hem afgesproken dat de groep hier een stop kon maken om uit te rusten. Volgens de journalist Jacques Derogy zou het commando hier ook de kist in een andere auto overbrengen. Er was echter niemand en na drie uur gewacht te hebben, vertrok het commando weer. Om twaalf uur 's middags stopten de zes mannen om te lunchen in een restaurant waar ze op de radio hoorden dat de diefstal van de doodskist was ontdekt. In nog geen tien uur tijd was het misdrijf bekend geworden. Ze besloten dat hun oorspronkelijke bestemming, Verdun, te gevaarlijk was en vertrokken naar Parijs, waar ze 's middags aankwamen.
Nadat ze symbolisch de avenue des Champs-Élysées waren afgereden met de kist, ging het commando uit elkaar. De bus werd geparkeerd aan de boulevard Raspail en Hubert Massol ging samen met Michel Dumas naar Tixier-Vignancour om te overleggen. Daar aangekomen merkten ze dat zijn woning al bewaakt werd door de politie. De kist werd vervolgens in de garage van Armand Garau overgeplaatst in een andere auto. Massol verstopte daarna de kist in zijn eentje in een box aan de avenue Gabriel-Péri in Saint-Ouen-sur-Seine.

## Arrestatie van het commando en vindplaats van de kist
De zaak stond op de voorpagina's van de kranten en kwam vaak op de radio en de televisie. De autoriteiten wilden niet dat deze gevoelige zaak de verkiezingscampagne beïnvloedde en deden er daarom alles aan om hem zo snel mogelijk op te lossen. De minister van Binnenlandse Zaken, die op campagne was in zijn kiesdistrict Morbihan, keerde met spoed terug naar Parijs. De grensbewaking werd opgevoerd. Uit vrees dat de kist in het geheim zou worden begraven in Verdun, werden er in de regio controleposten van de gendarmerie opgericht en stond het Ossuarium van Douaumont onder toezicht. In Parijs surveilleerden politieagenten verkleed als toerist zelfs bij het graf van de Onbekende Soldaat onder de Arc de Triomphe. De media verspreidden verschillende hypotheses, zoals provocatie van extreemlinks of een actie van hen die terugverlangden naar Pétain, maar in extreemrechtse kringen ging het gerucht dat het een daad was van Tixier-Vignancour.
Het onderzoek vorderde en dankzij de gegevens van de voertuigen die de veerboot hebben genomen, kon de politie het busje identificeren. Deze was met een gestolen rijbewijs gehuurd in Puteaux, in het departement Hauts-de-Seine. Eenmaal op de veerboot had dit busje de plaats ingenomen die voor een ander busje was gereserveerd dat geregistreerd was in het departement Essonne. Zo kwam de politie uit bij de verkoopster, die bij haar thuis in Étréchy werd gearresteerd. Bij haar ondervraging gaf ze uiteindelijk toe dat ze op het eiland was geweest om er kleding te verkopen met haat vriend Armand Garau. Omdat haar busje kapot was, had de zoon van Armand, Pierre Garau, hun er een verhuurd, maar ze verklaarde dat ze de namen van de andere leden van het commando niet kende. Pierre Garau werd gevonden en gearresteerd door de politie, maar zijn vader was gevlucht. De gehuurde bus werd gevonden in het 16e arrondissement van Parijs, op de hoek van de avenue du Général-Mangin en de avenue de Lamballe. Hier zaten alleen maar spullen in om op de markt te verkopen. De begrafenisondernemer werd ook gearresteerd.
Jacques Isomi, de advocaat van Pétain tijdens zijn proces, vermoedde dat het een zet was van zijn 'rivaal' Jean-Louis Tixier-Vignancour. Hij ging bij hem op bezoek in het Parijse Paleis van Justitie en probeerde hem, in een verhitte discussie, ervan te overtuigen om de operatie te stoppen. Uiteindelijk werden ze het eens over een waardige oplossing: een tijdelijke begrafenis in het Hôtel des Invalides, zodat de president van de Franse republiek, Georges Pompidou, kon beslissen over een begrafenis in Douaumont.
Op woensdag 21 februari, aan het eind van de middag, ontmoetten Hubert Massol en Tixier-Vignancour elkaar in het geheim bij het gerechtsgebouw. Ze wisten dat ze in de gaten werden gehouden en ze besloten de zaak te beëindigen. Massol ging zich aangeven, maar zonder Tixier-Vignancourt erbij te betrekken. Die moest Massol tijdens het proces verdedigen en via hem het proces van de maarschalk heropenen. Massol riep meteen de journalisten op voor een geïmproviseerde persconferentie om 18.00 uur in café Cristal aan de avenue de la Grande-Armée. Tijdens deze persconferentie gaf hij aan dat hij bereid was om te onthullen waar de kist zich bevond, als de president van Frankrijk schriftelijk beloofde dat de kist in Les Invalides geplaatst werd in afwachting van overplaatsing naar Douaumont. Niet veel later viel de politie het café binnen en werd Massol gearresteerd. Na zijn verhoor, in het nauw gedreven, stemde hij er uiteindelijk mee in om de politie het adres van de box te geven mits hij vergezeld werd door journalisten en fotografen. De minister van Binnenlandse Zaken ging hiermee akkoord. De kist werd kort na middernacht op donderdag 22 februari teruggevonden in Saint-Ouen, slechts drie dagen na de diefstal.

## Herbegrafenis op het île d'Yeu
De kist werd onmiddellijk per ambulance naar de kerk van het militair hospitaal van Val-de-Grâce gebracht, waar hij in een apsis geplaatst werd en bedekt werd met de Franse vlag. Daar werd hij gedurende de nacht door een twintigtal motoragenten bewaakt. 's Ochtends om half negen, in aanwezigheid van de Parijse politiecommissaris, werd de kist naar het vliegveld van Vélizy-Villacoublay getransporteerd en per militair vliegtuig en vervolgens per helikopter overgebracht naar het île d'Yeu. Na een korte religieuze plechtigheid in de kerk Notre-Dame-du-Port in Port-Joinville werd de kist teruggeplaatst in zijn graf in aanwezigheid van de prefect van de Vendée, de officier van justitie, de rechter-commissaris, veteranen en een groot aantal nieuwsgierigen en journalisten.
De toenmalige president van Frankrijk, Georges Pompidou, stuurde bloemen die op het graf gelegd werden tijdens de herbegrafenis.

## Vervolg
Tijdens die paar dagen groeide de zaak uit tot een staatsaangelegenheid, wat in schril contrast stond met het ogenschijnlijk amateuristische karakter van de operatie.
De paar leden van het commando die gearresteerd werden, zaten kort opgesloten in de Santé-gevangenis. Rechter-commissaris Louis Calvet, aan wie ze waren voorgeleid in Les Sables-d'Olonne op 24 februari, stelde hen en François Boux de Casson in staat van beschuldiging, maar liet ze dezelfde dag weer vrij. Jean-Louis Tixier-Vignancour, die niet door de leden van het commando bij de zaak betrokken was en tegen wie geen bewijs bestond, maakte zich geen zorgen. Hij beweerde zelfs tijdens een televisie-interview dat hij zich nooit had kunnen voorstellen dat Hubert Massol bij deze zaak betrokken was.
De leden van het commando zijn nooit berecht. In de daaropvolgende maanden heeft er nooit enig onderzoek of proces plaatsgevonden. Volgens de historicus Jean-Yves Le Naour wilde zowel justitie als de regering geen proces dat het risico met zich meedroeg politiek te kunnen worden en een platform aan Tixier-Vignancourt zou kunnen geven. Een jaar later werd het misdrijf afgedekt door de collectieve presidentiële amnestie, die onder andere betrekking had op politieke misdrijven. Deze amnestie werd afgekondigd door Valéry Giscard d'Estaing na zijn verkiezing tot president van Frankrijk in mei 1974. In juli 1975 werd door de rechter-commissaris ontslag van rechtsvervolging op grond van deze amnestie uitgesproken.

## De hoofdpersonen
Het 'commando' dat de diefstal van de kist heeft uitgevoerd bestond uit zes personen:
- Hubert Massol (geboren in 1937) die de leden ronselde en het commando leidde. In zijn jeugd vocht hij bijna drie jaar in Algerije en hij maakte na zijn terugkeer carrière in de reclame. Tegelijkertijd raakte hij politiek geëngageerd en sloot hij zich aan bij de Alliance républicaine pour les libertés et le progrès (ARLP), de partij van Tixier-Vignancour. Hij had hier al een paar aanslagen voor gepleegd en nu werd hij een van de rechterhanden van de partij. Overigens liep er voor de operatie op het île d'Yeu al een onderzoek tegen hem wegens mishandeling van een voormalig leider van de ARLP die zich had afgescheiden en een eigen partij was begonnen. Massol gaf aan de partij van Tixier-Vignancour te hebben verkozen boven een andere nationalistische partij omdat de verplaatsing van de resten van Pétain naar Douaumont in zijn verkiezingsprogramma stond. Na de zaak zag hij af van kandidatuur voor ARLP tijdens de verkiezingen van maart 1973 in het 29e kiesdistrict van het 19e arrondissement van Parijs. Vervolgens was hij tot 1982 voorzitter van de nationale vereniging Association Pétain-Verdun, actief in het Front national en daarna bij de nationale republikeinse beweging Mouvement national républicain (MNR). Hij was kandidaat bij de parlementsverkiezingen in het departement Hauts-de-Seine, bij de kantonnale verkiezingen in het kanton Asnières-sur-Seine-Nord en hij werd verkozen tot gemeenteraadslid in Asnières-sur-Seine. Sinds 2009 is hij voorzitter van de Vereniging ter verdediging van de nagedachtenis van maarschalk Pétain (l'Association pour défendre la mémoire du maréchal Pétain, ADPM)
- een voormalig Hongaars lid van het vreemdelingenlegioen
- een Poolse anticommunist die zijn toevlucht zocht in Frankrijk, ook voormalig lid van het vreemdelingenlegioen
- Pierre Garau, 40 jaar oud, voormalig parachutist
- Armand Garau, 61 of 65 jaar oud, de vader van Pierre Garau, oud-militair en monteur uit Parijs. Hij reed in het busje. Na de arrestatie van zijn zoon en andere leden van het commando verscheen hij een paar dagen later voor de rechter-commissaris in Les Sables-d'Olonne.
- Michel Dumas (1932-2015), professioneel marmerwerker, belast met het openen en sluiten van het graf. Tixier-Vignancour zou hem gekend hebben via zijn vrouw, die regelmatig het graf van haar gouvernante bezocht die begraven lag op de Parijse begraafplaats Thiais. Zij sympathiseerde met hem. In het busje op weg naar Parijs graveerde hij met zijn Laguiole-mes zijn initialen 'MD' in de kist. Tijdens zijn verhoor op het hoofdkantoor van de politie in Parijs bracht de politie hem in verwarring door hem een van de ansichtkaarten te overhandigen die hij van het île d'Yeu had gestuurd. In 2004 publiceerde hij La Permission du maréchal: trois jours en maraude avec le cercueil de Pétain, een boek waarin hij de operatie beschrijft.

Andere personen die betrokken waren bij de operatie:
- Jean-Louis Tixier-Vignancour (1907-1989), bekend advocaat en extreemrechtse Franse politicus. Het brein achter de operatie, maar werd met rust gelaten wegens gebrek aan bewijs.
- Gilles Noleau, eigenaar van het hôtel des Voyageurs in Port-Joinville. Hij ontving de leden van het commando de zondagmiddag voor de operatie en liet ze zijn kleine privémuseum in zijn hotel zien ter ere van de maarschalk. Ook enkele uren na de operatie ontving hij ze, voordat ze de veerboot om vier uur 's ochtends namen.
- Solange Boche, 38 jaar, de verkoopster uit de buitenwijk van Parijs die als alibi diende om een busje naar het eiland te krijgen. Zij was de eerste die gearresteerd werd.
- François Boux de Casson (1908-1981), plaatsvervangend burgemeester in Challans en afgevaardigde van de conservatieve partij van de Vendée gedurende het interbellum. Hij was departementsafgevaardigde op het gebied van informatie onder het Vichy-regime. Het château de la Vérie, vlak bij Challans, behoorde aan zijn familie sinds het begin van de 19e eeuw. Volgens Hubert Massol had Boux de Casson hem toestemming gegeven om in het kasteel te overnachten. Hij zou enthousiast verklaard hebben dat zijn kasteel historisch was omdat Richelieu hier geweest was, en dat het nu dubbel zo historisch zou zijn omdat Pétain er ook kwam, wat een grote eer voor hem was. Hij zou bang geworden zijn en de avond tevoren per trein vertrokken zijn naar Parijs zonder Massol in te lichten. Boux de Casson zelf ontkent op de hoogte te zijn geweest van de operatie.

In totaal werden zes personen aangeklaagd wegens grafschennis: Hubert Massol, Pierre en Armand Garau, Michel Dumas, Solange Boche en François Boux de Casson.
De belangrijkste rechterlijke, politie- en administratieve ambtenaren die belast waren met de zaak zijn:
- Louis Calvet, rechter-commissaris in Les Sables-d'Olonne.
- Roger Hauret (1919-2015), officier van justitie van Les Sables-d'Olonne; in 1980, toen hij officier van justitie in Angoulême was, werd hij belast met het gerechtelijk onderzoek naar de ontvoering van de industrieel Michel Maury-Laribière17.
- Roger Ninin (1919- ), prefect van de Vendée. Hij is benoemd tot prefect van de Ain in 1975 en in 1979 tot gedetacheerd prefect.
- Jacques Lenoir (1918-2008), hoofdcommissaris van politie in Parijs. Oud-verzetsstrijder, voormalig directeur van de algemene inlichtingendienst, daarna directeur van de nationale politie.
- Roger Poiblanc (1921-2011), commissaris op het hoofdbureau van de Parijse politie, belast met het onderzoek in Parijs. Hij had al enkele beroemde strafzaken behandeld of onder handen gehad, waaronder de aanval van Petit-Clamart op generaal De Gaulle (1962), de arrestatie van de moordenaar Lucien Léger (1964) en de ontvoering van Mehdi Ben Barka (1965). In 1976 was hij belast met het onderzoek naar de moord op prins Jean de Broglie en in 1978 met die naar de ontvoering van Édouard-Jean Empain.